# Heartland Football Club
Maillots
Heartland Football Club (connu jusqu'en 2006 sous le nom de Iwuanyanwu Nationale) est un club nigérian de football basé à Owerri. Avec leur rival local, l'Enugu Rangers, ils sont l'une des deux seules équipes nigérianes à n'avoir jamais été reléguée.

## Historique
- 1976 : fondation du club sous le nom de Spartans FC
- 1985 : le club est renommé Iwuanyanwu Nationale FC
- 2006 : le club est renommé Heartland FC

Le club participe à sept reprises à la Ligue des champions africaine, en 1988, 1989, 1990, 1991, 1994, 2009 et enfin 2010. Il atteint par deux fois la finale de cette compétition, tout d'abord en 1988, où il est battu par le club algérien de l'ES Sétif, puis en 2009, où il s'incline face au club congolais du TP Mazembe.
Il participe également à trois reprises à la Coupe de la confédération, en 2006, 2012 et enfin 2013.
Par ailleurs, il dispute la Coupe de la CAF en 2000.
Enfin, il prend part à plusieurs reprises à la Coupe de l'UFOA, atteignant la finale de cette compétition en 1982, en étant battu par l'équipe ghanéenne du Sekondi Hasaacas.

## Palmarès
- Ligue des champions de la CAF
  - Finaliste : 1988, 2009

- Coupe de l'UFOA
  - Finaliste : 1982

- Championnat du Nigeria (5)
  - Champion : 1987, 1988, 1989, 1990, 1993
  - Vice-champion : 1986, 2008,  2009

- Coupe du Nigeria (3)
  - Vainqueur : 1988, 2011, 2012
  - Finaliste : 1989 et 1999

- Supercoupe du Nigeria (2)
  - Vainqueur : 2011 et 2012

## Anciens joueurs
- Uche Agba
- Bassey Akpan
- King Osanga

## Identité visuelle

Ancien logo de l'Iwuanyanwu Nationale FC.
Ancien logo.
Logo actuel.